# Danzigvarvet

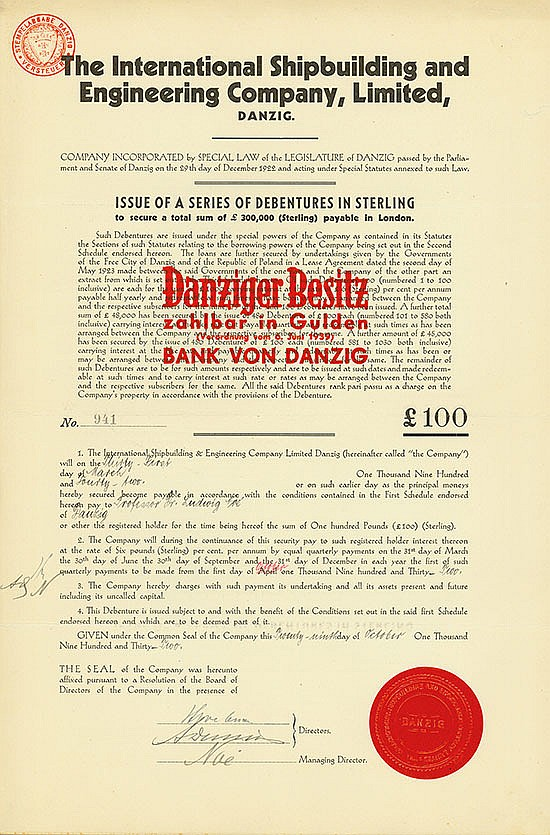
The International Shipbuilding & Engineering Co., Limited.

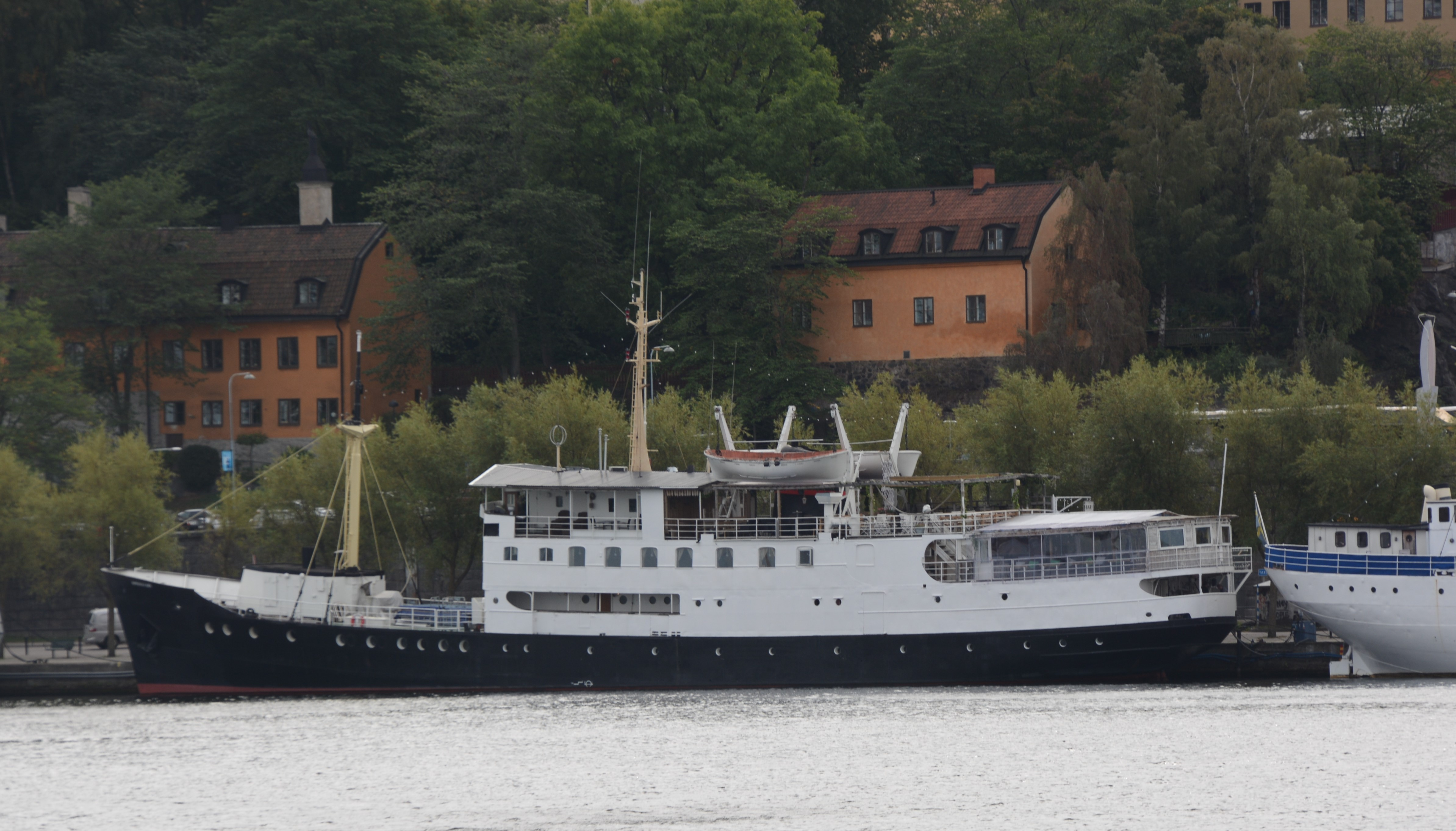
S/S Kronprinsesse Märtha byggdes vid Werft Danzig 1929 för Det Stavangerske Dampskibsselskab.

Danzigvarvet, även känt som Werft Danzig, från 1932 The International Shipbuilding & Engineering Co., Limited, var ett tidigare varv på den plats, där Gdanskvarvet (Stocznia Gdańskа) idag är beläget.

## Historik
Varvet grundades år 1844 när området vid båda sidorna av Tote Weichsel blev en del av Preussen. Under tiden när varvet hette Marinedepot (1844-1853) så användes det enbart som en depå och uppställningsplats för några få preussiska krigsfartyg. Efter att varvet börjat byggas ut och utvecklats år 1846, så döptes det år 1853 till Königliche Werft Danzig, för att sedan ändras år 1871 till Kaiserliche Werft Danzig. På grund av den smala floden Weichsel fick man göra begränsningar i dimensionen på de byggda fartygen, vilket gjorde att man år 1909 upphörde med tillverkningen av större krigsfartyg.
År 1906 började man bygga ubåtar av klassen SM U-2. Totalt byggdes 62 stycken ubåtar av sådan typ under perioden 1906-1908. Under första världskriget byggdes totalt 44 ubåtar, vilket var cirka tolv procent av Tysklands ubåtsproduktion. 
Efter första världskriget stängdes varvet, för att sedan öppnas under namnet Schichau-Werft och Danziger Werft. År 1945 tog Polen över varvet, då all mark öster om Oder-Neisselinjen blev polsk efter andra världskriget. Varvet döptes då om till Leninvarvet, för att sedan efter kommunistregimens fall år 1990 döpas om till Stocznia Gdańskа SA.
En del av handlingen i boken Blecktrumman av Günter Grass utspelar sig vid varvet.

## Byggda fartyg i urval
- S/S Kronprinsesse Märtha, 1929 för Det Stavangerske Dampskibsselskab